# کونیگسپیتزه
کونیگسپیتزه (به ایتالیایی: Gran Zebrù) یک کوه در ایتالیا است که در والفوروا واقع شده‌است. کونیگسپیتزه ۳٬۸۵۱ متر بالاتر از سطح دریا واقع شده‌است.